# Liste der Straßen und Plätze in Kiel/H

## Ha

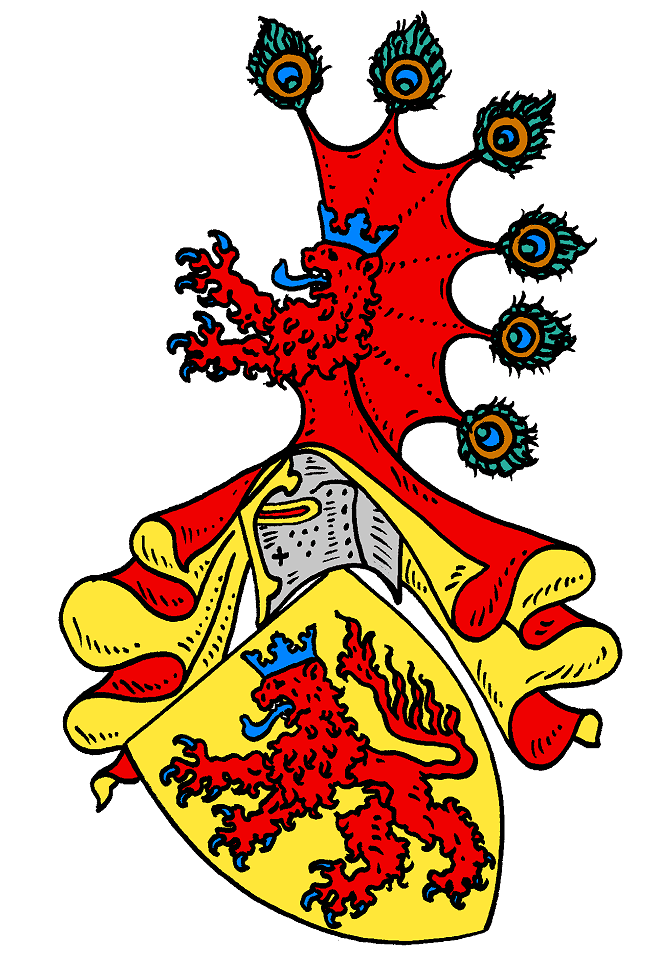
Das alte Stammwappen derer von Habsburg

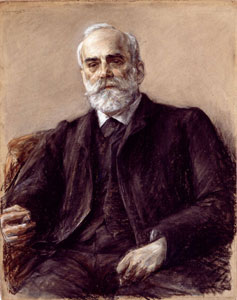
Albert Hänel

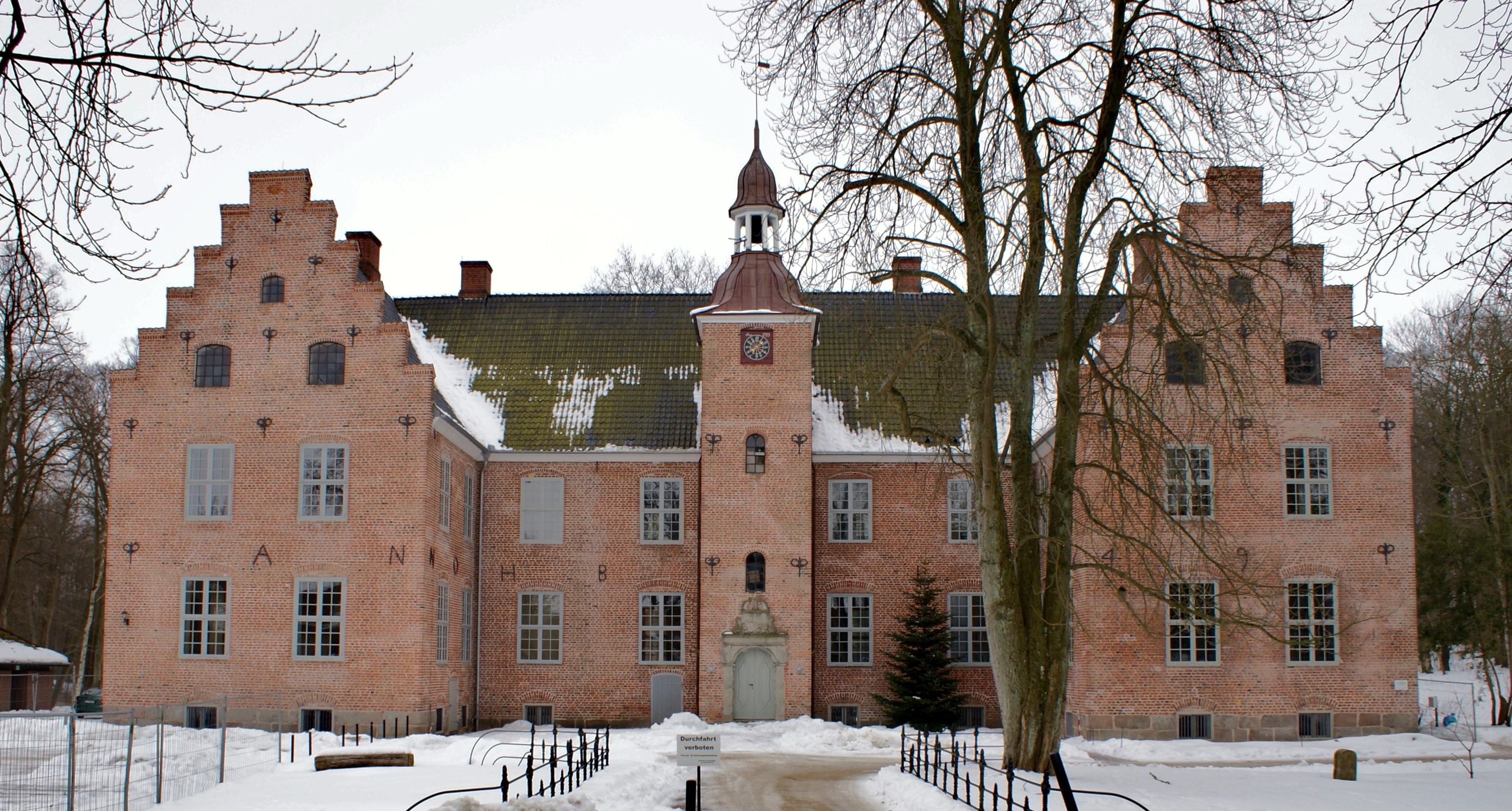
Schloss Hagen, Hofansicht

* Habsburgerring, Ravensberg
angelegt als Mühlenweg, 1876 auf dem Kieler Stadtplan als Mühlenweg zur Graupenmühle angegeben, 1880 in Cacabellenweg umbenannt, 1907 nach Ausbau und Verlängerung des Hohenzollernrings erhält die Straße den Namen Habsburgerring nach dem Fürstengeschlecht der Habsburger, 1937 wird die Straße in Weddigenring umbenannt.
* Hackelstraße, Elmschenhagen
1913 als Verbindungsstraße angelegt, 1933 in Boelckestraße umbenannt, 1939 nach dem österreichischen Nationalsozialisten Josef Hackel umbenannt, 1945 in Rüsterstraße umbenannt.
Haderslebener Straße, Wik
1937 nach der nordschleswigschen Stadt Hadersleben benannt.
Händelweg, Pries
1958 nach Georg Friedrich Händel benannt.
Hänelstraße, Wik
1983 nach Albert Hänel benannt.
* Hafengasse, Vorstadt
1856 erstmals erwähnt, 1949 im Krieg stark zerstört, nach 1966 wird das Gelände bebaut und die Straße aufgehoben.
* Hafenstraße, Holtenau
1896 im Protokolltext der Gemeinderatssitzung erwähnt, 1922 wird die Hafenstraße in die Kanalstraße einbezogen.
Hafenstraße, Vorstadt
1867 erstmals im Kieler Adressbuch aufgeführt, Verbindungsstraße zwischen der damaligen Vorstadt und dem Hafen.
Haferkamp, Rönne
1967 wurde der Name durch den Gemeinderat beschlossen.
Hagebuttenstraße, Gaarden-Süd
1936 angelegt als Richard-Menzel-Straße, 1945 nach der Frucht in Hagebuttenstraße umbenannt.
Hagener Straße, Wellingdorf
1926 nach dem Gut Hagen benannt.
Hahnbusch, Elmschenhagen
1920 erstmals im Prokolltext der Gemeinderatssitzung erwähnt, alte Flurbezeichnung.
Haken, Gaarden-Ost
1965 wurde der Name der Straße nach ihrer Form benannt.
* Hamburger Baum, Gaarden-Süd
1789 noch ohne Namen auf der Topographisch Militärischen Charte des Herzogtums Holstein (1789–1796) Nr. 21 von Major Gustav Adolf von Varendorf eingezeichnet, 1875 erstmals im Kieler Adressbuch aufgeführt, das Baumhaus stand früher in Höhe des heutigen Meimersdorfer Weges (Bushaltestelle Hamburger Baum), 1938 wurde das Gebäude abgerissen.
Hamburger Chaussee, Südfriedhof, Hassee, Gaarden-Süd
1789 noch ohne Namen auf der Topographisch Militärischen Charte des Herzogtums Holstein (1789–1796) Nr. 21 von Major Gustav Adolf von Varendorf eingezeichnet – siehe Karte, 1848 erstmals im Kieler Adressbuch aufgeführt, alte Heerstraße von Kiel nach Hamburg.
Hammerbusch, Hassee
1923 nach einer Flurbezeichnung benannt.
Hammerfestweg, Mettenhof
1981 nach der Stadt Hammerfest benannt.

## Han

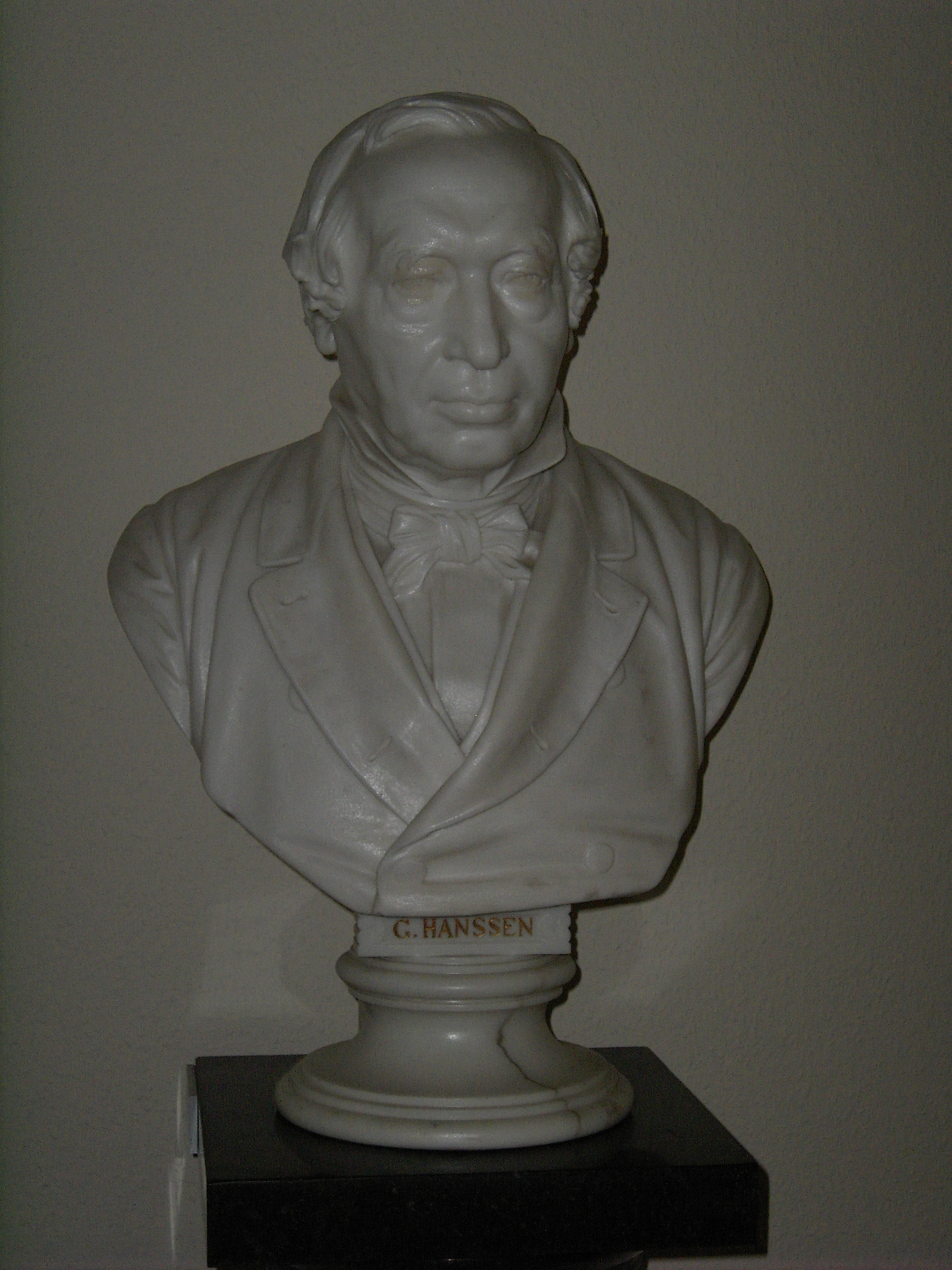
Georg Hanssen

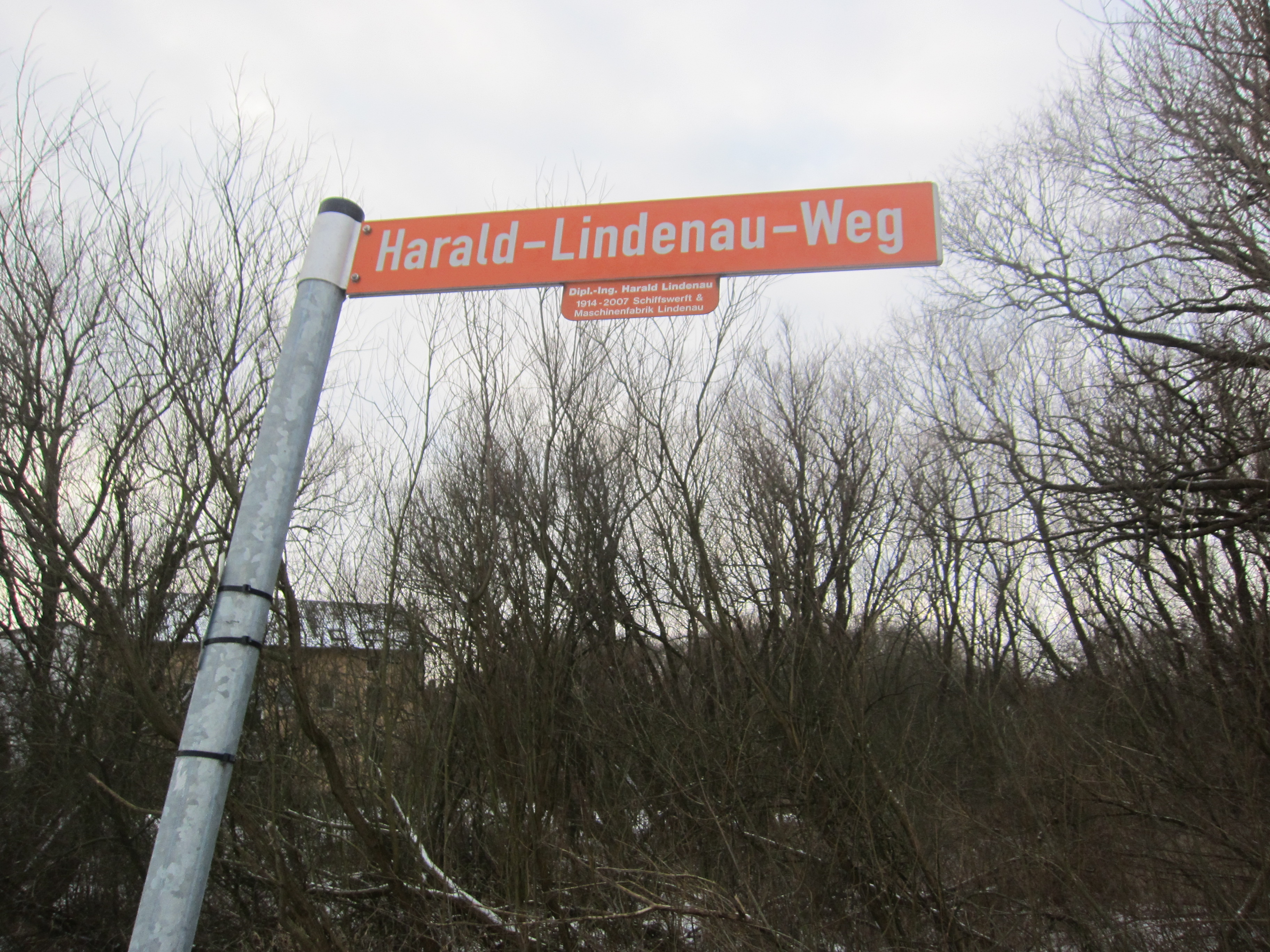
Straßenschild „Harald-Lindenau-Weg“ mit Erklärung

Hangstraße, Wellingdorf, Ellerbek
1925 erstmals im Kieler Adressbuch aufgeführt, 1936 bis zur Peter-Hansen-Straße verlängert, 1984 wurde die Hangstraße durch den Bau des Ostringes unterbrochen.
Hansahöhe, Wellsee
1969 wie der Hansaring nach der Baugesellschaft Hansa Heimbau benannt.
Hansaring, Wellsee
1969 wie die Hansahöhe nach der Baugesellschaft Hansa Heimbau benannt.
* Hansastraße, Holtenau
1908 wurde der Name beschlossen, 1922 in Diekmissen umbenannt.
Hansastraße, Ravensberg
1893 ausgelegt und 1894 nach der Panzerkorvette Hansa benannt.
Hans-Detlev-Prien-Straße, Wik
1985 nach Hans Detlev Prien (17. Februar 1920 bis 20. Juni 1977) benannt – Prien war Initiator und Vorsitzender des Trägervereins der Landesberufsschule für Fotohandel und Fotohandwerk, Begründer und erster Vorsitzender des Fördervereins der Wirtschaftsakademie Kiel sowie Inhaber eines Fotofachgeschäfts.
* Hansens Privatstraße, Wellingdorf
1906 erstmals im Kieler Adressbuch aufgeführt, nach 1945 gehört die Straße zum Gelände des Seefischmarktes, heute steht dort GEOMAR – Nach dem Anleger Kaufmann Ludwig Hansen benannt; Inhaber der Firma A. C. Hansen, Fahrdampferbetrieb Blaue Linie.
* Hansenstraße, Ellerbek
1896 wurde der Name beschlossen, 1910 in Probsteier Straße umbenannt.
Hanssenstraße, Wik
1906 nach Georg Hanssen benannt.
Hans-Söhnker-Eck, Südfriedhof
1982 nach Hans Söhnker benannt.
Harald-Lindenau-Weg, Friedrichsort
2008 nach Dipl.-Ing. Harald Lindenau (5. Dezember 1914 bis 10. Januar 2007) benannt – Schiffswerft und Maschinenfabrik Lindenau, Verdienstkreuz 1. Klasse – Träger der Andreas-Gayk-Medaille.

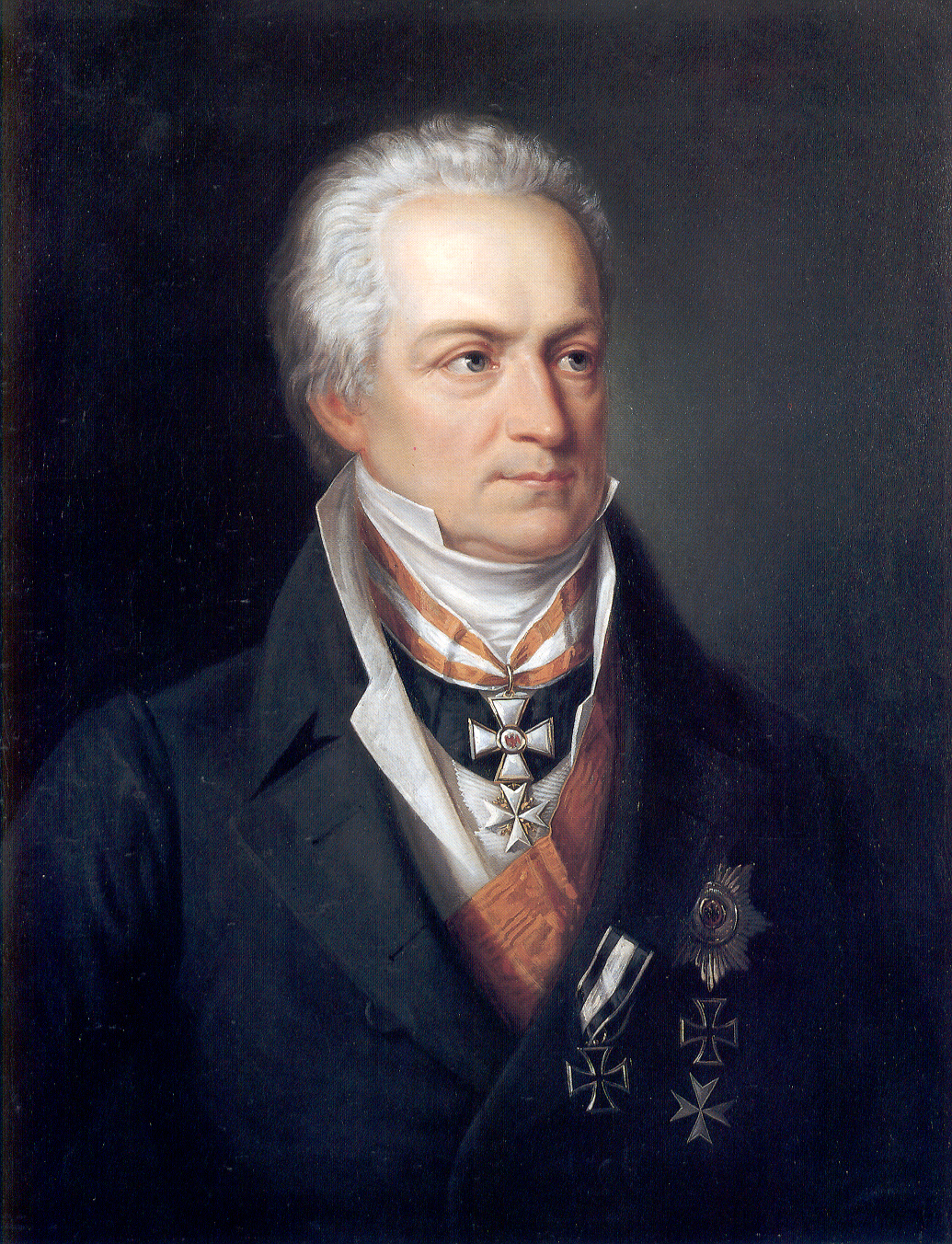
Karl August von Hardenberg

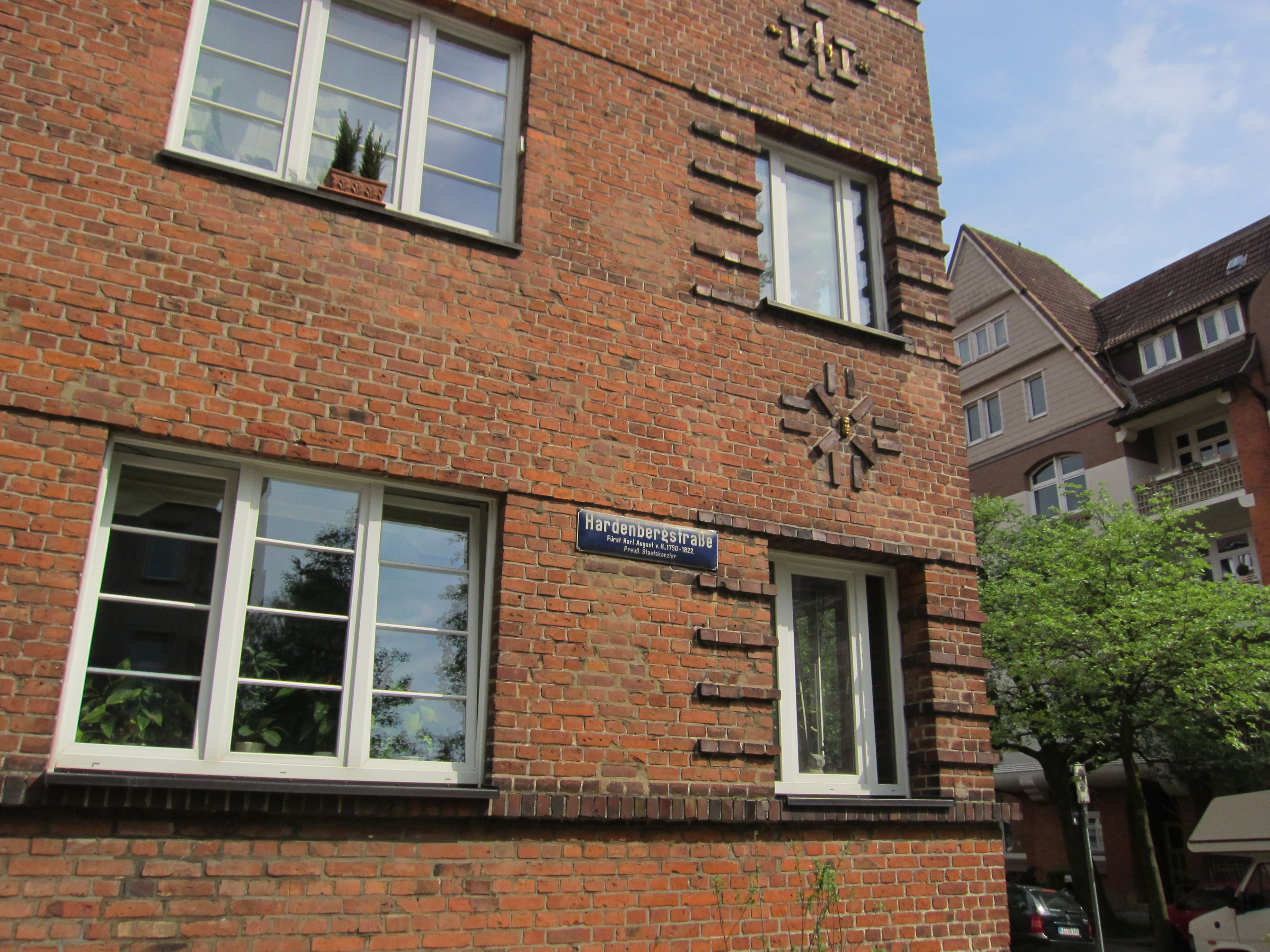
Straßenschild Hardenbergstraße mit Erklärung

Hardenbergstraße, Blücherplatz, Ravensberg, Marineviertel
1902 nach Fürst Karl August von Hardenberg benannt.
* Harmsstraße, Ellerbek
1901 nach dem Förderer des Arbeiterbauvereines Admiralitätsrat Harms benannt, 1910 in Plöner Straße umbenannt.
Harmsstraße, Südfriedhof
1872 nach Claus Harms benannt, die Straße wurde abschnittweise vom Sophienblatt ausgebaut: 1872 bis Papenkamp, 1901 bis zum Schützenwall und 1905 bis zum Hasseldieksdammer Weg.
Harriesstraße, Südfriedhof
1893 nach Dietrich Harries (* 20. März 1835) benannt – Harries war von 1872 bis 1887 Prediger an der St. Jürgen-Kirche.
Harro-Schulze-Boysen-Weg, Brunswik
2009 nach Harro Schulze-Boysen benannt.

## Has
Haselbusch, Elmschenhagen
als Herthastraße angelegt, 1908 erstmals im Kieler Adressbuch aufgeführt, 1939 in Leebstraße umbenannt, 1945 nach einer Flurbezeichnung in Haselbusch umbenannt.
Hasenberg, Pries
1956 nach einer Flurbezeichnung benannt.
Hasenholz, Gaarden-Süd
1945 nach einer Flurbezeichnung benannt.
Hasseer Straße, Hassee
als Dorfstraße und Hasseer Weg angelegt, 1789 noch ohne Namen auf der Topographisch Militärischen Charte des Herzogtums Holstein (1789–1796) Nr. 21 von Major Gustav Adolf von Varendorf eingezeichnet – siehe Karte, 1806 auf dem Kieler Stadtplan als Hasseer Weg bis zum Schülperbaum eingezeichnet (heute Saarbrückenstraße und Kirchhofallee), 1869 wurde der Hasseer Weg vom Schülperbaum bis zum Kirchhof in Kirchhofallee umbenannt, 1872 ist der Hasseer Weg erstmals im Kieler Adressbuch aufgeführt, 1910 wurde die Hasseer Dorfstraße in den Hasseer Weg einbezogen und zusammen mit dem ehemaligen Hasseer Weg in die Hasseer Straße umbenannt.
* Hasseer Weg, Hassee
1789 noch ohne Namen auf der Topographisch Militärischen Charte des Herzogtums Holstein (1789–1796) Nr. 21 von Major Gustav Adolf von Varendorf eingezeichnet, 1806 auf dem Kieler Stadtplan bis zum Schülperbaum eingezeichnet, 1869 wurde der Hasseer Weg vom Schülperbaum bis zum Kirchhof in Kirchhofallee umbenannt, 1872 ist der Hasseer Weg erstmals im Kieler Adressbuch aufgeführt, 1910 wurde der Hasseer Weg und die ehemalige Dorfstraße (Hassee) in Hasseer Straße umbenannt.
Hasseldiek, Hasseldieksdamm
vor 1936 Teil des Uhlenkroges, 1936 nach einer Flurbezeichnung (Teich mit Haselnusssträuchern) in Hasseldiek umbenannt.
Hasseldieksdammer Weg, Südfriedhof, Schreventeich, Hasseldieksdamm
1876 im Kieler Stadtplan eingezeichnet, 1882 erstmals im Kieler Adressbuch aufgeführt – Früherer Landweg nach dem 1910 eingemeindeten Dorf Hasseldieksdamm.
Hasselfelde, Neumühlen-Dietrichsdorf
1894 erstmals im Adressbuch Gaarden-Ost aufgeführt, 1907 nach einem Wohnplatz in der früheren Landgemeinde Neumühlen–Dietrichsdorf (Flurname) benannt.
Hasselmannstraße, Südfriedhof
1902 nach Carl Friedrich Chr. Hasselmann (31. März 1794 bis 15. April 1882) benannt – Hauptpastor in Kiel von 1854 bis 1866.
Hasselrade, Südfriedhof
1918 nach einer alten Flurbezeichnung in der Gemarkung Hasseldieksdamm (Haselrodung) benannt.
Hasselteich, Hasseldieksdamm
1965 als Heisterbusch angelegt, 1976 nach einer Flurbezeichnung in Hasselteich umbenannt.
Haßberg, Hassee
1966 nach einer Flurbezeichnung (Hirschberg) benannt.
Haßloh, Hasseldieksdamm
1951 nach einem Flurnamen benannt – Haß = alte Bezeichnung für Hirsch, Loh = alte Bezeichnung für Wald (Hirschwald).

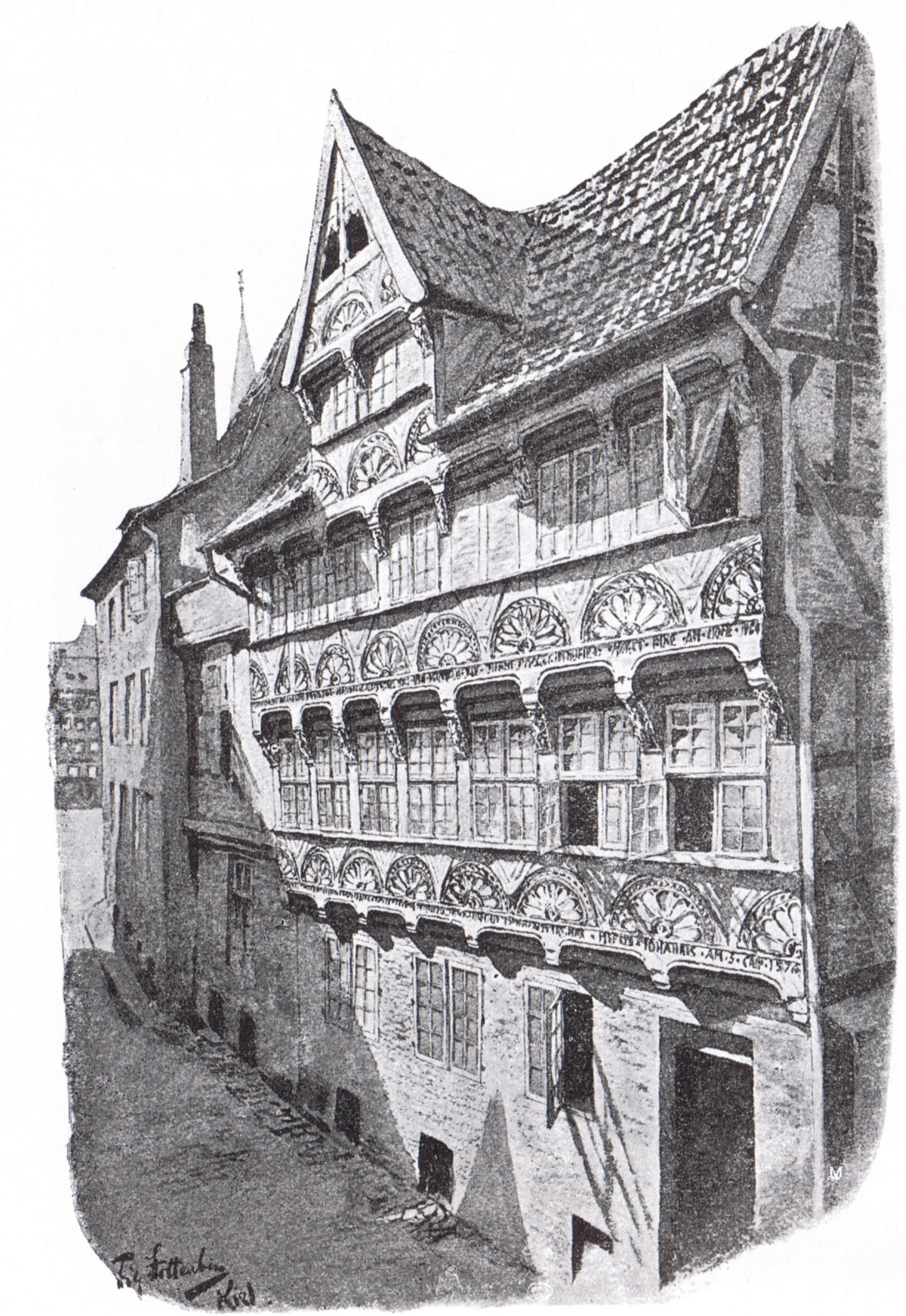
Telemannsches Haus in der Haßstraße etwa 1895

Haßstraße, Altstadt
1242 bei der Stadtgründung angelegt, 1264 Platea cervorum, 1472 Hertstrate, 1730 Haß Straße, 1799 ist die Straße erstmals im Taschenbuch für die Einwohner der Stadt Kiel aufgeführt.
Hauptstraße, Friedrichsort
1869–1890 entstand die neue Stadt Friedrichsort – die Hauptstraße war eine der drei neuen Ost–West–Straßen, 1923 erstmals im Kieler Adressbuch aufgeführt.
* Hauptstraße, Schilksee
1789 noch ohne Namen auf der Topographisch Militärischen Charte des Herzogtums Holstein (1789–1796) Nr. 11 von Major Gustav Adolf von Varendorf eingezeichnet (Straße Friedrichsort–Seekamp–Schilksee), 1953 im Protokolltext der Gemeinderatssitzung erwähnt, 1959 erstmals im Kieler Adressbuch aufgeführt, 1960 wurden die Hauptstraße und die Dorfstraße zur Schilkseer Straße vereinigt.
Hauskoppel, Suchsdorf
1978 nach einer Flurbezeichnung benannt.
Havelzeile, Russee
1979 nach dem Fluss Havel benannt.
Havemeisterstraße, Wellingdorf, Ellerbek
1906 nach einem alteingesessenen Bauerngeschlecht aus Wellingdorf benannt.
Hayßenstraße, Holtenau
1902 als Posadowskystraße angelegt, 1922 nach Hayo Carl Hayßen (18. Juni 1876 bis 5. Januar 1966) benannt – Gemeindevertreter in Holtenau, verantwortlich für die Kanalerweiterung der Strecke Holtenau.

## He

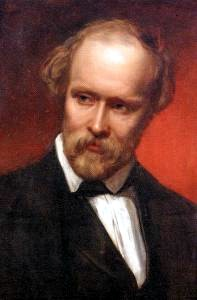
Friedrich Hebbel

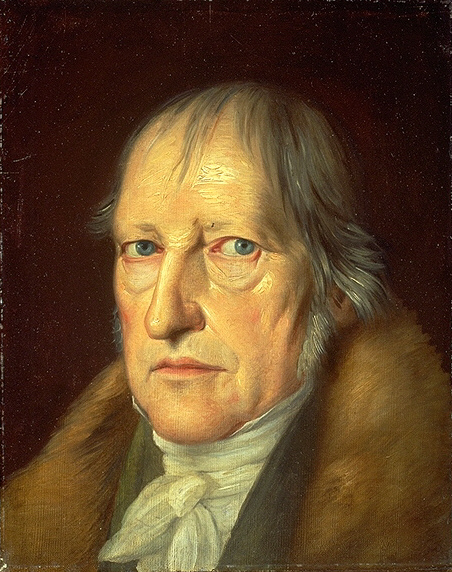
Georg Wilhelm Friedrich Hegel

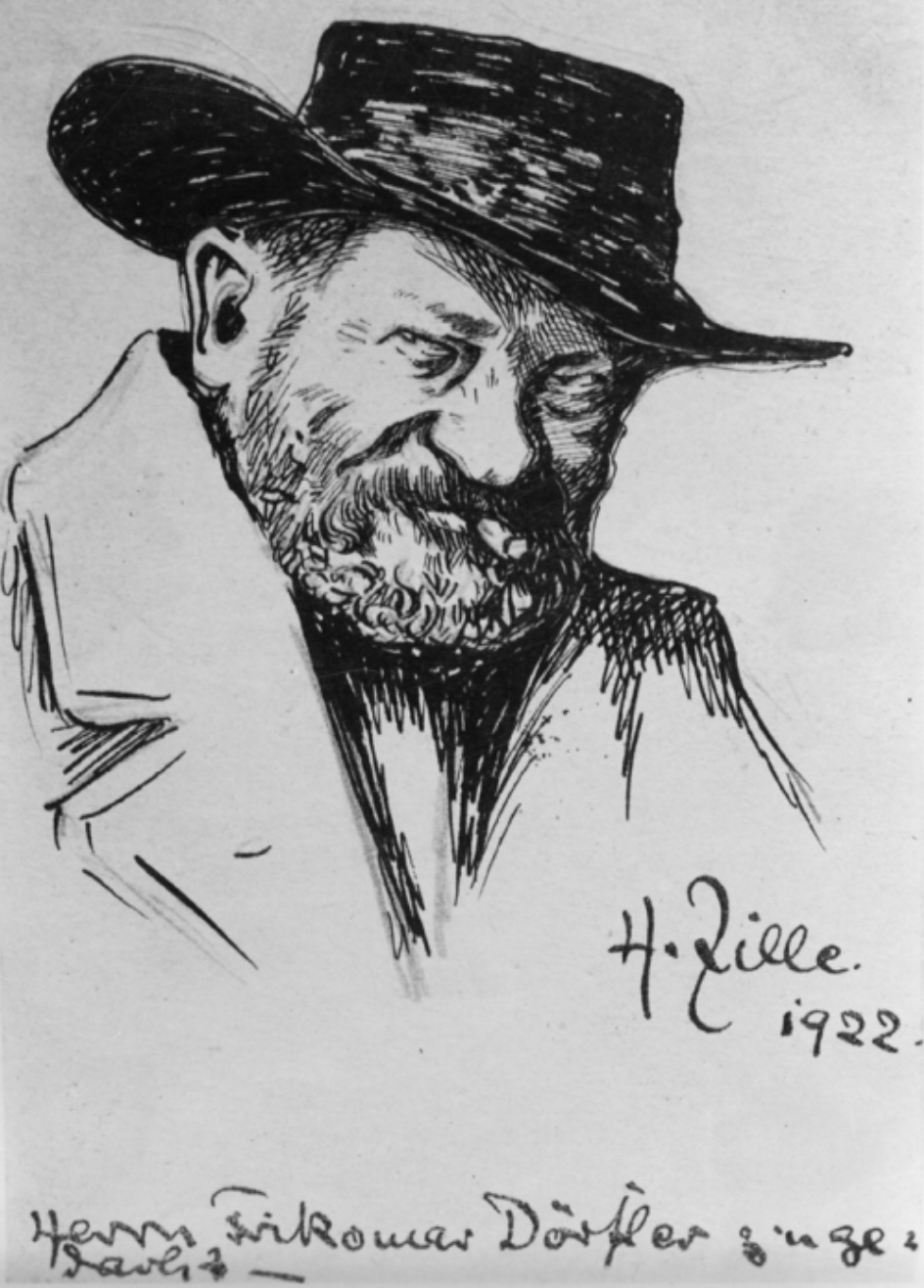
Heinrich Zille

Hebbelstraße, Schreventeich
1903 nach Friedrich Hebbel benannt.
* Hebbelstraße, Pries
1920 wurde der Name beschlossen, 1925 in Claudiusstraße umbenannt.
Heckenrosenweg, Gaarden-Süd
1936 als Martin-Martens-Straße angelegt, 1945 in Heckenrosenweg umbenannt.
Hecktstraße, Pries, Friedrichsort
1916 im Protokolltext der Gemeinderatssitzung erwähnt, 1923 erstmals im Kieler Adressbuch aufgeführt – Nach dem früheren Besitzer der Grundstücke an der Straße, Bauernvogt Ferdinand Heckt, benannt.
Hedenholz, Hassee
1912 nach einer alten Flurbezeichnung benannt.
Hedinweg, Mettenhof
1968 nach Sven Hedin benannt.
* Heedenbeck, Hasseldieksdamm
1925 erstmals im Kieler Adressbuch aufgeführt, 1930 wurde die Straße Heedenbeck Teil des Melsdorfer Feldwegs.
Hegelstraße, Schreventeich
1954 nach Georg Wilhelm Friedrich Hegel benannt.
Hegewischstraße, Düsternbrook
1869 nach Etatsrat Dietrich Hermann Hegewisch benannt.
* Heidenberg, (früher Ortsteil der Gemeinde Kronshagen)
1966 erstmals im Kieler Adressbuch aufgeführt, 1970 bei der Gestaltung Mettenhofs aufgehoben.
* Heidenberger Weg, Hasseldieksdamm
1910 erstmals im Kieler Adressbuch aufgeführt, 1970 bei der Gestaltung Mettenhofs aufgehoben.
Heidenberger Weg, Mettenhof
1971 erstmals im Kieler Adressbuch aufgeführt – Benannt nach der kleinen Siedlung Heidenberg im Amt Kronshagen.
Heidenstein, Rönne
1968 nach einer Flurbezeichnung benannt.
Heider Straße, Wik
1958 nach der Stadt Heide benannt.
* Heikendorfer Landstraße,  Neumühlen-Dietrichsdorf
als Mönkeberger Chaussee angelegt, 1910 erstmals im Kieler Adressbuch aufgeführt, 1937 in Heikendorfer Landstraße umbenannt, 1960 gehört zur Gemeinde Heikendorf.
Heikendorfer Weg, Neumühlen-Dietrichsdorf
1789 noch ohne Namen auf der Topographisch Militärischen Charte des Herzogtums Holstein (1789–1796) Nr. 22 von Major Gustav Adolf von Varendorf eingezeichnet, 1894 erstmals im Adressbuch Gaarden-Ost aufgeführt, 1918 wurde der Heikendorfer Weg bis zum Elbenkamp verlängert, 1968 Nr. 1–7 zu An der Holsatiamühle.
Heiligendammer Straße, Wik
2008 nach der Stadt Heiligendamm benannt.
Heimstättenstraße, Elmschenhagen
1923 erstmals im Kieler Adressbuch aufgeführt – In Deutschland setzte die Heimstättenbewegung in den 80er Jahren des 19. Jahrhunderts ein; stellt gebundenes Grundeigentum Minderbemittelten zur Verfügung.
Heinrich-Ehmsen-Platz, Vorstadt
1989 nach Heinrich Ehmsen benannt.
Heinrich-Hecht-Platz, Ravensberg
1985 nach Karl Heinrich Hecht (4. Februar 1880 bis 25. Oktober 1961) benannt – Gründungsdirektor der Electroacustic und Ehrenbürger der Universität Kiel.
Heinrich-Rixen-Platz, Pries, Friedrichsort
2000 nach Heinrich Rixen benannt – 1838 ließ sich Heinrich Rixen als selbständiger Sattlermeister im Dorf Pries nieder und legte damit den Grundstein für das Möbelhaus in Kiel-Schilksee.
Heinrich-Zille-Platz, Gaarden-Süd
1949 nach Heinrich Zille benannt.
Heintzestraße, Gaarden-Süd
1906 als von Heintzestraße angelegt, 1906 nach Adolf Freiherr von Heintze in Heintzestraße umbenannt.
* Heisch (Hof), Schilksee
1960 im Kieler Stadtplan verzeichnet, 1963 wurde aus Heisch (Hof) Alter Kirchweg 20.
Heischstraße, Gaarden-Süd
1905 nach einer alten Flurbezeichnung benannt.
* Heisterbusch, Hasseldieksdamm
1965 wurde der Name festgelegt, 1976 nach einer Flurbezeichnung in Hasselteich umbenannt.
Heitholmer Weg, Hasseldieksdamm
1945 nach der Gemeinde Heitholm benannt.

## Hel

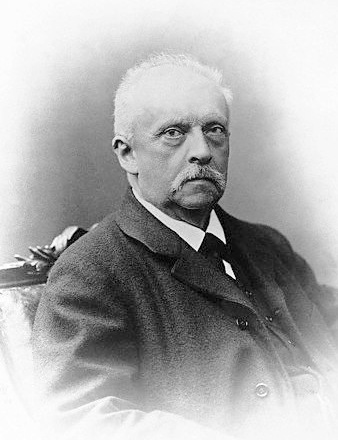
Hermann von Helmholtz

Helenenstraße, Neumühlen-Dietrichsdorf
1910 nach Frau Helene Howaldt – Gattin von Kommerzienrat Georg Howaldt – benannt, 1918 wurde die Verlängerung des Heikendorfer Weges vom Elbenkamp bis zur Bernhardstraße in die Helenenstraße einbezogen.
Helgolandstraße, Hassee
1897 als Katharinenstraße angelegt, 1910 nach der Insel Helgoland in Helgolandstraße umbenannt.
* Heller, Hasseldieksdamm
1945 als Straße in der Behelfsheimsiedlung am Russeer Weg angelegt, 1972 wurden die alten Bezeichnungen Heller und Rotenhofer Weg aufgehoben.
Hellkoppel, Elmschenhagen
1963 erstmals im Kieler Adressbuch aufgeführt – Alte Flurbezeichnung (Hell = Abhang).
Helmholtzstraße, Gaarden-Ost
1908 nach Hermann Ludwig Ferdinand von Helmholtz benannt.
Helmut-Hänsler-Platz, Neumühlen-Dietrichsdorf
1991 nach Helmut Hänsler benannt – Mit der Benennung des Platzes soll an den am 23. Februar 1990 verstorbenen früheren Ratsherren Helmut Hänsler erinnert werden. Er war von 1970 bis 1986 Mitglied der Ratsversammlung und von 1982 bis 1986 zugleich Mitglied des Ortsbeirates. Während seiner Amtszeit waren wesentliche Veränderungen in der Gestaltung des Stadtteiles Neumühlen-Dietrichsdorf zu verzeichnen.
Helsinkistraße, Mettenhof
1973 nach der Stadt Helsinki benannt.
Henry-Vahl-Platz, Gaarden-Ost
2014 nach dem Volksschauspieler Henry Vahl benannt.
Herderstraße, Schreventeich
1904 wurde das Teilstück der Metzstraße zwischen Eckernförder Allee und Schillerstraße nach Johann Gottfried von Herder in Herderstraße umbenannt.
Hermann-Boßdorf-Weg, Pries
1937 nach Hermann Boßdorf benannt.
Hermann-Rodewald-Straße, Ravensberg
1979 nach Hermann Rodewald benannt.
* Hermann-Schmidt-Straße,  Gaarden-Süd
1936 nach Hermann Schmidt benannt, 1945 in Krummbogen umbenannt – Hermann Schmidt wurde als NSDAP-Mitglied 1929 in Wöhrden getötet (Blutnacht von Wöhrden).
Hermann-Weigmann-Straße, Südfriedhof, Exerzierplatz
1868 als Schützenstraße angelegt, 1947 nach Hermann Weigmann benannt, 1969 wurde ein Teil der Ringstraße zwischen Prüne und Schützenwall in die Hermann-Weigmann-Straße einbezogen – Hermann Weigmann (17. Januar 1856 bis 19. Februar 1950), Begründer und langjähriger Leiter der Bundesanstalt für Milchforschung.

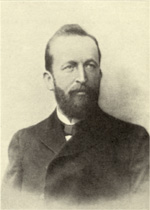
Hermann Howaldt

Hermannstraße, Neumühlen-Dietrichsdorf
1901 wurde die Hermannstraße im Protokolltext der Gemeinderatssitzung erwähnt, 1904 erstmals im Kieler Adressbuch aufgeführt – nach Hermann Howaldt benannt.
* Herthastraße, Elmschenhagen
1908 erstmals im Kieler Adressbuch aufgeführt, 1939 in Leebstraße umbenannt.
Herthastraße, Wik
1904 nach der Korvette Hertha benannt, 1977 wurde die Meteorstraße in die Herthastraße einbezogen.
* Hertzstraße, Gaarden-Ost
1908 nach Heinrich Hertz benannt, 1939 in Röntgenstraße umbenannt.
Hertzstraße, Neumühlen-Dietrichsdorf
als Bernhardstraße angelegt, 1904 erstmals im Kieler Adressbuch aufgeführt, 1939 in Lettow-Vorbeck-Straße umbenannt, 1947 nach Heinrich Hertz in Hertzstraße umbenannt.
Herwarthstraße, Holtenau
1925 nach dem ehemaligen Fort Herwarth in Pries benannt.
Herzog-Friedrich-Straße, Vorstadt, Exerzierplatz
als Neue Straße angelegt, 1852 erstmals im Kieler Adressbuch aufgeführt, 1864 in Friedrichstraße umbenannt, 1895 wurde die Verlängerung der Friedrichstraße bis zur Oberen Straße sowie die Obere Straße in die Friedrichstraße einbezogen, 1905 nach Herzog Friedrich VIII. von Schleswig-Holstein-Sonderburg-Augustenburg in Herzog-Friedrich-Straße umbenannt, 1908 bis zur Kaistraße verlängert, 1973 wurde der Abschnitt Auguste-Viktoria-Straße bis Kaistraße beim Bau des ZOB-Parkhauses überbaut, 1991 Teileinziehung zwischen Schülperbaum und Weberstraße.
Hexentellerweg, Schlüsbek
1966 im Protokolltext der Gemeinderatssitzung erwähnt, 1971 erstmals im Kieler Adressbuch aufgeführt –  Flurbezeichnung.

## Hi

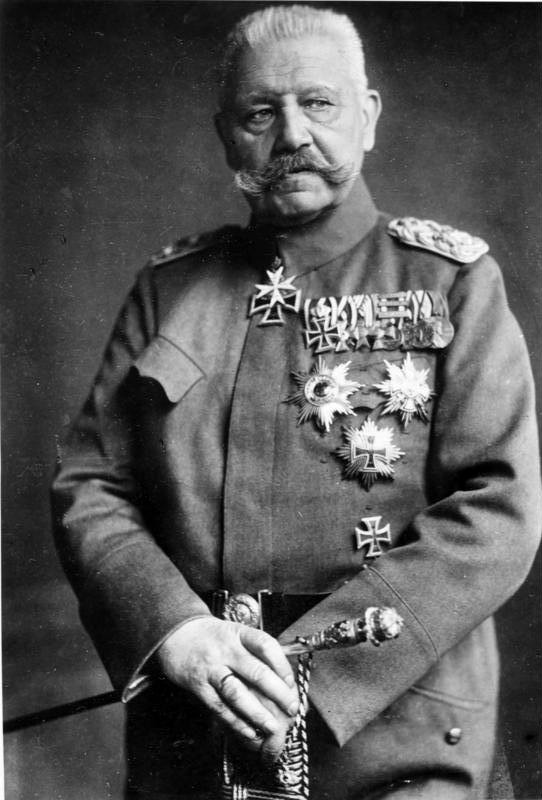
Paul von Hindenburg

Hiddenseer Weg, Suchsdorf
1962 nach der Insel Hiddensee benannt.
* Hildebrandstraße, Wik
1913 erstmals im Kieler Adressbuch aufgeführt, 1947 in Weimarer Straße umbenannt – Benannt nach dem Küstenpanzerschiff Hildebrand.
Hilldorn, Meimersdorf
2002 nach einem Flurnamen benannt.
Himmelsleiter, Düsternbrook
1961 wurde der Name festgelegt – Weg von der Moltkestraße zum hoch gelegenen Sternwartenweg, zur früheren Kieler Sternwarte.
* Hindenburgstraße, Kroog
1927 als Straße M und J in der Landhaussiedlung Kroog angelegt, 1933 nach Paul von Hindenburg in Hindenburgstraße umbenannt, 1939 in Traunsteiner Straße umbenannt.
* Hindenburgufer, Düsternbrook, Wik
1900 als Strandweg angelegt, 1906 Ausbau bis Bellevue beschlossen, 1926  Ausbau Strandweg bis Koesterallee, 1933 nach Paul von Hindenburg in Hindenburgufer umbenannt, 1936 Verlängerung von der Koesterallee bis zur Feldstraße einschließlich Strandstraße und ehemaliger Dorfstraße, 1969 Verlängerung bis zur Seeburg einschließlich ehemaligem Teil des Strandweges, 1972 Die Verlängerung Hindenburgufer zwischen Sporthafen Düsternbrook und Düsternbrooker Weg wird mit Hindenburgufer bezeichnet. Die Fußgängerzone an der Kieler Förde wird in Kiellinie umbenannt. 2014 wurde das gesamte Hindenburgufer aufgrund der Rolle Hindenburgs im Nationalsozialismus in Kiellinie umbenannt, der Straßenname somit aufgegeben.
Hinter Bramberg, Russee
1963 nach einer Flurbezeichnung benannt.
* Hinter der Mauer, Altstadt
1554 Im Erbebuch unter Nr. 1841 erwähnt als by der Muren na deme Kofelde, 1799 erstmals im Taschenbuch für die Einwohner der Stadt Kiel aufgeführt, 1892 wurde das Teilstück zwischen Holstenstraße und Flämische Straße in Torstraße umbenannt, 1977 nicht mehr im Adressbuch aufgeführt.
* Hintere Reihe, Schilksee
1905 angelegt, 1940 erstmals im Kieler Adressbuch aufgeführt, 1949 in Ulmenallee umbenannt.
* Hinterkammer, Russee
1959 nach einer Flurbezeichnung benannt, 1979 in Grunewaldstraße einbezogen.
Hinterkronsberg, Hassee
1936 nach einer Flurbezeichnung benannt.
* Hinterste Rögen, Elmschenhagen
1934 erstmals im Kieler Adressbuch aufgeführt, 1939 nach der Eingemeindung aufgehoben – Alte Flurbezeichnung.
* Hipperstraße, Blücherplatz
1936 nach Franz Ritter von Hipper benannt, 1938 in Clausewitzstraße umbenannt.
* Hipperstraße, Wik
1934 in einer  Karte der Stadtvermessungsabteilung eingezeichnet, 1947 in Wismarer Straße umbenannt.
Hiroshimapark, Damperhof
1934 als Bismarckanlagen angelegt, 1987 zur Erinnerung an den ersten Abwurf einer Atombombe auf die japanische Stadt Hiroshima am 6. August 1945 in Hiroshimapark umbenannt.
Hirschfeld-Blick, Düsternbrook
1993 nach Christian Cay Lorenz Hirschfeld benannt.
Hirthstraße, Holtenau
1962 nach Wolf Hirth benannt.

## Ho

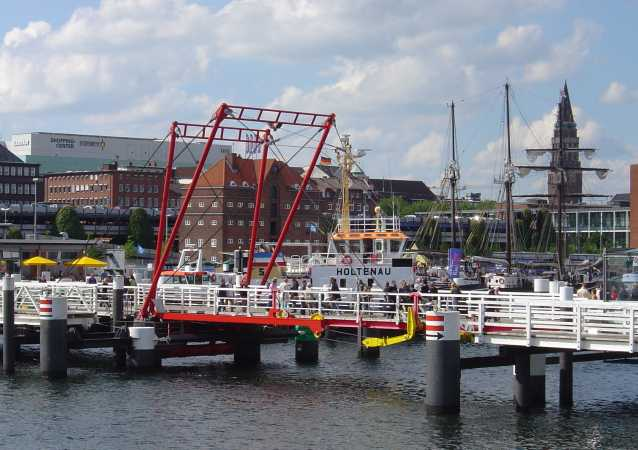
Kieler Hörnbrücke

Das Stammwappen der Hohenzollern

* Höhenstraße, Elmschenhagen
1923 erstmals im Kieler Adressbuch aufgeführt, 1936 in Horst-Wessel-Straße einbezogen.
Hörnbrücke, Südfriedhof
1998 wurde der Name für die Klappbrücke über die Hörn festgelegt.
Hörst, Russee
2003 nach einer Flurbezeichnung benannt.
* Hofberg, Poppenbrügge
1969 nach einer Flurbezeichnung benannt, 1971 in Hofkamp umbenannt.
Hofberg, Wellsee
1967 nach einer Flurbezeichnung benannt.
Hofholzallee, Hasseldieksdamm, Mettenhof
1912 wurde der Name festgelegt, 1961 wurde die Hofholzallee vom Kronshagener Landweg bis zum Russeer Weg verlängert – Der Mettenhofer Weg zwischen Melsdorfer Straße und Russeer Weg wurde dabei in die Hofholzallee einbezogen, 1965 wurde die Hofholzallee vom Russeer Weg bis zum Skandinaviendamm verlängert. Die Bezeichnungen für die in diesem Straßenzug liegenden Straßen Mettenhofer Weg und Brandsbeker Weg wurden aufgehoben.
Hofkamp, Poppenbrügge
1969 als Hofberg angelegt, 1971 nach einer alten Flurbezeichnung in Hofkamp umbenannt.
Hofkoppel, Russee
1969  nach einer Flurbezeichnung benannt.
Hof Pries, Pries
2004  nach einer Flurbezeichnung benannt.
Hof Kroog, Kroog
1908 erstmals im Kieler Adressbuch aufgeführt, 1994 im amtlichen Kieler Stadtplan als Wohnplatz aufgeführt (Häuser 1–5) – Alte Flurbezeichnung in Elmschenhagen (ursprünglich Tho dem Kroge, Gut am Wellsee). Nach Hof Kroog ist auch das Siedlungsgebiet Kroog benannt.
Hofstraße, Gaarden-Süd
1906 nach dem früheren Hof Marienlust benannt.
* Hofteich, Gaarden-Süd
1936 erstmals im Kieler Adressbuch aufgeführt, 1938 in Diedrichstraße einbezogen – Flurbezeichnung.
Hofteichstraße, Gaarden-Süd
1936 wurde der Name festgelegt – Die Wiese südlich der Straße führte die Flurbezeichnung Hofteich.
Hohenbergstraße, Düsternbrook (früher Brunswik)
1887 wurde der Name festgelegt, nach der Hohenbergkoppel, über die die Hohenbergstraße früher führte.
* Hoheneck, Holtenau
1996 wurde der Name festgelegt, 1997 wurde die Stichstraße Hoheneck in die Gemeinde Altenholz umgemeindet.
Hohenhuder Weg, Hassee
1938 nach der Gemeinde Hohenhude benannt.
Hohenleuchte, Pries
1923 erstmals im Kieler Adressbuch aufgeführt, 1925 wurde die Straße Steinberg in die Straße Hohenleuchte einbezogen, 1938 wurde das Endteil von Hohenleuchte: Schünemannredder/Fritz-Reuter-Straße zur Ottomar-Enking-Straße, 1979 wurde das durch den Bau der Fördestraße abgeschnittene Reststück der Straße Hohenleuchte, jetzt Sackgasse, zu Maschhagen.
* Hohenrade, Neumühlen-Dietrichsdorf
1907 nach einer Flurbezeichnung benannt, 1925 wurde Hohenrade zu Langer Rehm 66.
Hohenrade, Wik
1906 nach einer Flurbezeichnung benannt, 1937 bis zum Knivsberg verlängert.
* Hohenstaufenring, Schreventeich
1905 nach dem Fürstengeschlecht der Hohenstaufen benannt, 1947 wurde der Hohenstaufenring Teil des Westringes.
* Hohenzollernpark, Schreventeich
1901 nach dem Fürstengeschlecht der Hohenzollern benannt, 1947 in Schrevenpark umbenannt.
* Hohenzollernring, Schreventeich
1901 wurde der ehemalige Cacabellenweg zwischen Gutenbergstraße und Eckernförder Chaussee in Hohenzollern-Ring umbenannt, 1902 bis zum Kronshagener Weg verlängert, 1947 wurde der Hohenzollernring Teil des Westringes.
* Hohe Straße, Holtenau
1912 im Protokolltext der Gemeinderatssitzung erwähnt, 1922 in Johann-Sump-Straße umbenannt.
Hohe Straße, Vorstadt
Vor 1856 zählten die Häuser zum Kuhberg, 1856 wurde die Straße im Correspondenzblatt unter Neue Straßen erwähnt, 1949 unbewohnt, da im Krieg zerstört, 1952 wurde der Anfang der Straße von Neubauten der Holstenstraße bedeckt.
* Hohes Tor, Neumühlen-Dietrichsdorf
1904 erstmals im Kieler Adressbuch aufgeführt, 1972 mit dem Bau der Brücke über den Ostring entfiel die Bezeichnung Hohes Tor.
Hohes Ufer, Schilksee
1963 erstmals im Kieler Adressbuch aufgeführt, 1973 Zufahrt zu Nr. 1, 2, 3, 4, 5a an der Straße Hohes Ufer aufgehoben; Zufahrt zum rückwärtigen Teil der Grundstücke jetzt Am Kurpark.
Hohler Weg, Neumühlen-Dietrichsdorf
1789 noch ohne Namen auf der Topographisch Militärischen Charte des Herzogtums Holstein (1789–1796) Nr. 22 von Major Gustav Adolf von Varendorf eingezeichnet, 1893 im Protokolltext der Gemeinderatssitzung erwähnt, 1894 erstmals im Adressbuch Gaarden-Ost aufgeführt – Heute Fußweg vom Ivensring zur Tiefen Allee, parallel zum Ostring.
Hohnbargsredder, Suchsdorf
1955 erstmals im Kieler Adressbuch aufgeführt – Alte Flurbezeichnung in Suchsdorf.
Hohwachter Weg, Gaarden-Süd
1964 nach der Gemeinde Hohwacht benannt.

## Hol

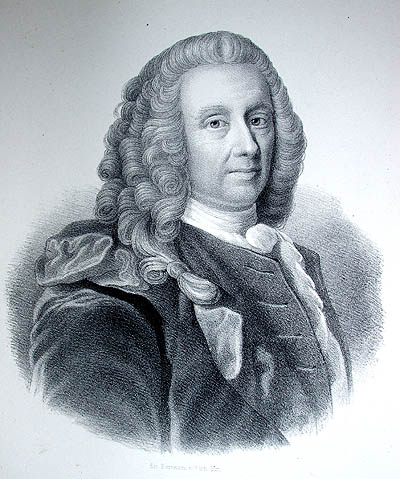
Ludvig Holberg

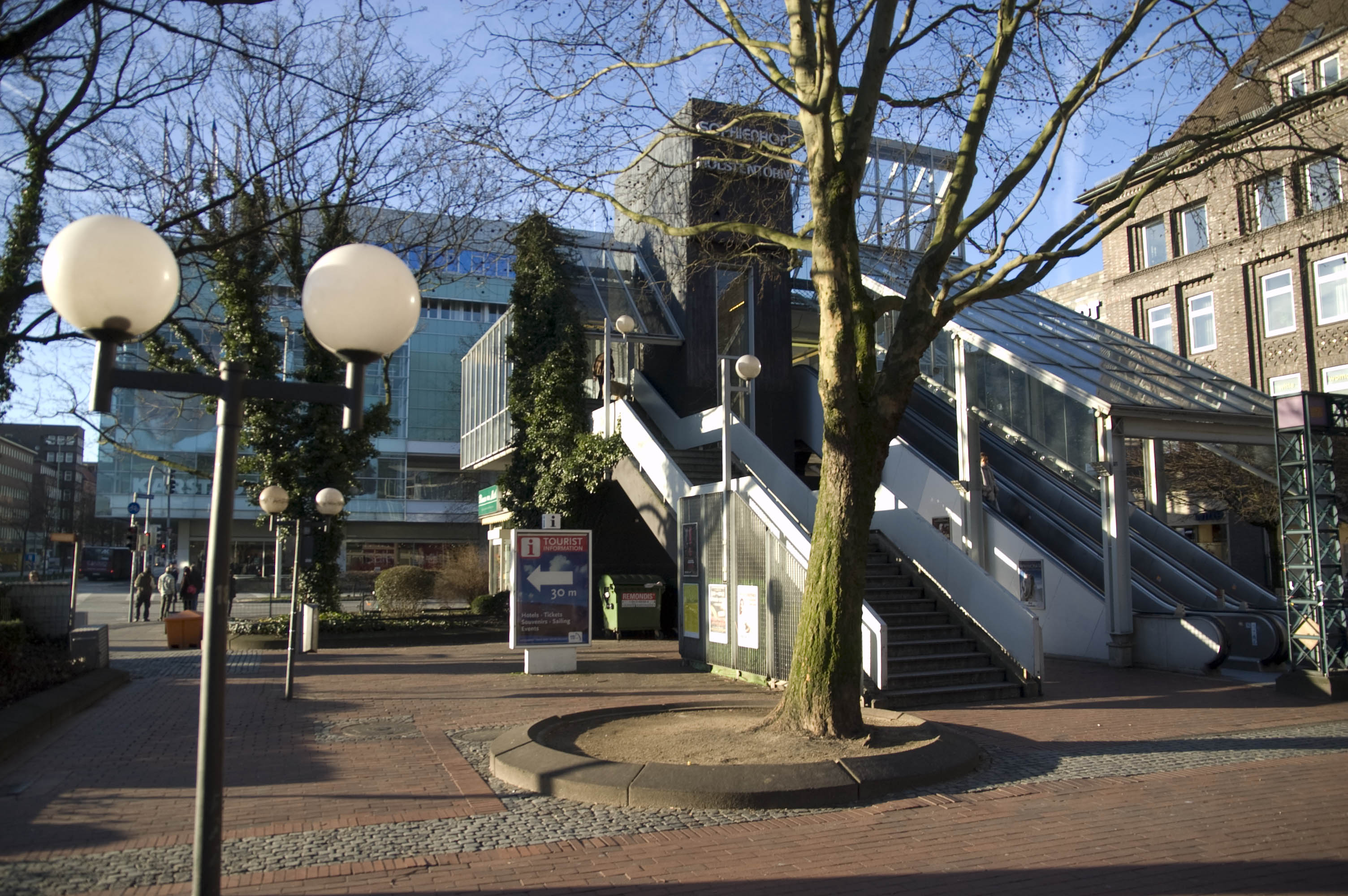
Am Ende der Holstenstraße führt eine Fußgängerbrücke zur Einkaufspassage Holstentörn und dem dahinter liegenden Sophienhof.

Holbergpfad, Mettenhof
1967 nach Ludvig Baron von Holberg benannt.
Hollmannstraße, Ellerbek
vor 1896 Kirchenweg, 1896 nach Friedrich von Hollmann benannt.
* Hollmannstraße, Wik
1885 als Teil von Neuer Weg angelegt, 1904 nach Friedrich von Hollmann umbenannt, 1910 wurde die Hollmannstraße in der Wik aufgehoben. Die Häuser der städtischen Gasanstalt wurden als Hinterhäuser der Meteorstraße zugeteilt, heute Herthastraße.
Hollwisch, Ellerbek
1939 nach einer Flurbezeichnung benannt.
Holm, Suchsdorf
2002 nach einer alten Gemarkung benannt.
Holmkoppel, Hasseldieksdamm
1971 erstmals im Kieler Adressbuch aufgeführt, 1994 im amtlichen Kieler Stadtplan als Wohnplatz aufgeführt (Häuser 2–8) – Holm = Berg, Hügel (häufig in einem Sumpf, Moor).
Holmredder, Suchsdorf
1949 erstmals im Kieler Adressbuch aufgeführt, 1949 vom Nienbrügger Weg an, 1960 wurde in Nienbrügger Weg einbezogen, 1978 Neuer Verlauf : Nienbrügger Weg – Stadtgrenze (Kronshagen). Endteil (nach Steenbeker Weg) war bis 1978 Viedamm.
Holstenbrücke, Altstadt, Vorstadt
1848 wurde die Holstenbrücke als Brücke zwischen Holstenstraße und Vorstadt erstmals im Kieler Adressbuch erwähnt, 1872 als Brückensteig (1871/72 aufgeschüttet) angelegt, 1904 erhielt der ehemalige Brückensteig einschließlich seiner Verlängerung bis zum Eisenbahndamm den Namen Holstenbrücke (Wasserlauf kanalisiert 1903/1904), 1955 wurde das Mittelstück der Holstenbrücke in Berliner Platz umbenannt.
Holstenplatz, Vorstadt
1955 wurde der Name für die Grünanlage zwischen der unteren Holstenstraße und der Andreas-Gayk-Straße festgelegt.
Holstenstraße, Altstadt, Vorstadt
1242 bei der Stadtgründung angelegt, 1264 Platea pontis, 1473 Brughestrate teilweise auch Holstenstrate, 1525 nur noch Holstenstrate, 1730 Holsten Straße, 1799 erstmals im Taschenbuch für die Einwohner der Stadt Kiel aufgeführt, 1901 einschließlich Vorstadt, 1955 wurde die Holstenstraße zwischen Hafenstraße und Alter Markt für den gesamten Fahrzeugverkehr gesperrt.
* Holtenauer Landstraße, Wik
1789 noch ohne Namen auf der Topographisch Militärischen Charte des Herzogtums Holstein (1789–1796) Nr. 11 von Major Gustav Adolf von Varendorf eingezeichnet, 1897 erstmals im Kieler Adressbuch aufgeführt, 1901 in Prinz-Heinrich-Straße umbenannt.
Holtenauer Reede, Holtenau
2006 wurde ein Teil des Tiessenkais in Holtenauer Reede umbenannt – Schiffe liegen vor Holtenau auf Reede und warten auf die Einfahrt in den Kanal.
Holtenauer Straße, Damperhof, Brunswik, Blücherplatz, Ravensberg, Wik
1286 in einer Urkunde des Grafen Johann II wird der Landweg als Via danica erwähnt, 1789 noch ohne Namen auf der Topographisch Militärischen Charte des Herzogtums Holstein (1789–1796) Nr. 11 von Major Gustav Adolf von Varendorf eingezeichnet, 1869 wurde der Name festgelegt.
* Holtenauer Straße, Friedrichsort
1789 noch ohne Namen auf der Topographisch Militärischen Charte des Herzogtums Holstein (1789–1796) Nr. 11 von Major Gustav Adolf von Varendorf eingezeichnet, 1923 erstmals im Kieler Adressbuch aufgeführt, 1925 in Christianspries umbenannt.
* Holtenauer Straße, Holtenau
1908 wurde der Name Holtenauer Straße für die Hauptstraße in Schusterkrug beschlossen, 1922 in Bebelstraße umbenannt.
Holunderbusch, Gaarden-Süd
1936 als Karl-Radtke-Straße angelegt, 1945 in Holunderbusch umbenannt.
Holzbruchen, Moorsee
2005 nach einem alten Flurnamen benannt.
Holzkoppelweg, Ravensberg
1958 nach einer alten Flurbezeichnung benannt.
* Holzweberstraße, Elmschenhagen
als Schulstraße angelegt, 1908 erstmals im Kieler Adressbuch aufgeführt, 1939 nach Franz Holzweber benannt, 1945 wurde die Straße in die Dorfstraße einbezogen. – Franz Holzweber, österreichischer Nationalsozialist, 1934 hingerichtet.

## Hom

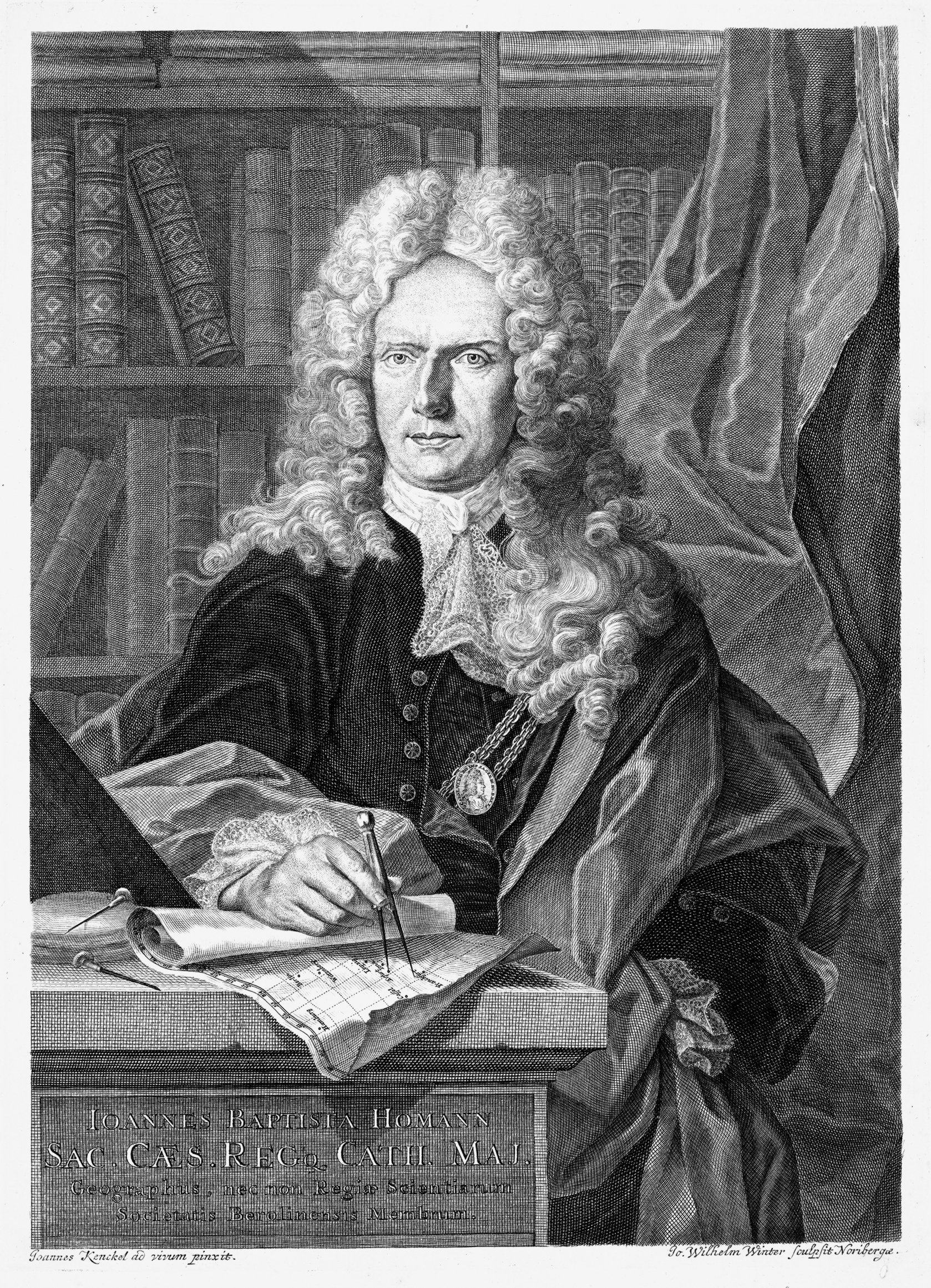
Johann Baptist Homann

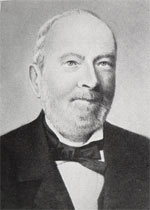
August Howaldt

Homannstraße, Wik
1965 nach Johann Baptist Homann benannt.
Hoogewinkel, Suchsdorf
1962 nach der Hallig Hooge benannt.
Hopfenlandsberg, Kronsburg, Poppenbrügge
1924 nach einer alten Flurbezeichnung benannt, 1971 bis zur Barkauer Straße verlängert, 1993 erhielt der bisher namenlose Straßenabschnitt in Verlängerung der Straße Hopfenlandsberg zwischen Schlüsbeker Weg und Braunstraße die Bezeichnung Hopfenlandsberg.
Hopfenstraße, Südfriedhof, Vorstadt
1872 erstmals im Kieler Adressbuch aufgeführt – Hier befanden sich in früheren Jahrhunderten Hopfengärten.
Hoppenbrook, Meimersdorf
1999 nach einem alten Flurnamen benannt.
Hornheimer Weg, Gaarden-Süd
1789 noch ohne Namen auf der Topographisch Militärischen Charte des Herzogtums Holstein (1789–1796) Nr. 21 von Major Gustav Adolf von Varendorf eingezeichnet – siehe Karte, 1852 erstmals im Kieler Adressbuch aufgeführt – Weg nach dem früheren Hof Hornheim (Heilanstalt).
Horstblick, Suchsdorf
2002 nach einer Gemarkung benannt.
* Horst-Wessel-Park, Ellerbek
1890 Werfterholungspark / Werftpark, 1936 nach Horst Wessel in Horst-Wessel-Park umbenannt, 1945 in Werftpark umbenannt.
* Horst-Wessel-Straße, Kroog
1927 als Straße M  und O in der Landhaussiedlung Kroog angelegt, 1933 nach Horst Wessel in Horst-Wessel-Straße umbenannt, 1936 einschließlich Höhenstraße, 1939 in Starnberger Straße umbenannt.
Hortensienstrauch, Meimersdorf
2008 wurde der Name Hortensienstrauch mit Bezug auf den Begriff Meimersdorf-Gartenstadt festgelegt.
Hospitalstraße, Düsternbrook, Brunswik
1730 die Hospitalstraße erscheint auf dem Homannschen Plane als Heckenweg, 1869 wurde der Name nach den hier gelegenen Universitätskliniken (Hospitälern) benannt.
Howaldtstraße, Stinkviertel
1902 nach August Ferdinand Howaldt benannt.
Hügelstraße, Gaarden-Ost
als Wilhelminenstraße angelegt, 1874 im Protokolltext der Gemeinderatssitzung erwähnt, 1875 erstmals im Kieler Adressbuch aufgeführt, 1901 nach dem früheren Landbesitzer und Erbauer der Straße – Unternehmer Hügel – in Hügelstraße umbenannt.
Hünefeldstraße, Holtenau
1970 nach Ehrenfried Günther Freiherr von Hünefeld benannt.
Hufenweg, Suchsdorf
2002 nach einer alten Gemarkung benannt.
Hultschiner Straße, Elmschenhagen
1939 nach dem Hultschiner Ländchen bei Ostrau benannt.
Humboldtstraße, Schreventeich
1900 nach Alexander von Humboldt benannt.
Hummelwiese, Südfriedhof
Ehemals Feldweg zwischen Sophienblatt und Königsweg, 1895 wurde der Name festgelegt. – Auf dem Gelände der ehemaligen Hummel- oder Hopfenwiese angelegte Straße. Der Name ist abgeleitet vom lateinischen humulus.
Husumer Weg, Wik
1958 nach der Stadt Husum benannt.